# تشاد مايكلز
تشاد مايكلز (من مواليد 20 مارس 1971) (بالإنجليزية: Chad Michaels)‏ هو دراق كوين أمريكي ومقلد محترف لـ المغنية شير وقد حل بالمرتبة الثانية في روبول دراق ريس الموسم الرابع وهو الفائز بالموسم الأول لـ روبول دراق ريس: أول ستارز.

## بدايته
نشأ مايكلز في سان دييغو. إختار فالبداية الاسم Brigitte Love ولكن بعد أن عمل في «أمسية La Cage» في لاس فيغاس ، والتي اشترطت على الدراق كوينز استخدام اسمائهم الحقيقية على المسرح قرر ان يكمل مشواره الفني بإسمه الحقيقي.

## حياته الفنية
في عام 2010 تنافس مايكلز في أول منافسة لـ أفضل فنان ترفيهي في ولاية كاليفورنيا ، وحل في المركز الثاني بعد شانجيلا.
مايكلز هو منتج ومنفذ Dreamgirls Revue وهو أطول عرض للدراق كوينز في كاليفورنيا. يشمل المؤدون في Dreamgirls Revue الكثير من المتنافسين السابقين لـ روبول دراق ريس منهم ديلتا وورك ، ديتوكس ، مورغان ميكمايكلز وراجا.
مورغان ميكمايكلز اخذت الأسم الأخير من تشاد وهي الـ "Drag Daughter" لـ تشاد مايكلز.

## روابط خارجية
- تشاد مايكلز على موقع IMDb (الإنجليزية)
- تشاد مايكلز على موقع ميوزك برينز (الإنجليزية)
- تشاد مايكلز على موقع قاعدة بيانات الفيلم (الإنجليزية)